# Plaza Cívica
La Plaza Cívica Primer Congreso de Anáhuac o Plaza Cívica de Chilpancingo, es la plaza principal de Chilpancingo de los Bravo, ubicada en el centro histórico de la ciudad, se fundó el 13 de septiembre de 1985.

## Descripción
Con un estilo neoclásico, la Plaza Cívica alberga al Palacio de Cultura "Ignacio Manuel Altamirano", a la Catedral Metropolitana de Santa María de la Asunción, al edificio que ocupa el Palacio Municipal , al Museo Regional de Guerrero y al Tribunal Superior de Justicia. También en ella se sitúan un jardín (en su parte norte) y un kiosco de cantera rosa (en el centro).

## Historia
Fue inaugurada el 13 de septiembre de 1985, por el entonces gobernador Alejandro Cervantes Delgado, se le denominó así, debido a que en este lugar se llevó a cabo el Primer Congreso de Anáhuac, el 13 de septiembre de 1813.
Durante los años de 1964 y 1969 se concluyó la remodelación de la plaza cívica, se pavimentaron varias avenidas circundantes, además de que se concluyó la construcción del nuevo edificio del Tribunal Superior de Justicia y la reconstrucción de la Escuela Primaria José María Morelos y Pavón.

## Arquitectura

### Monumentos históricos

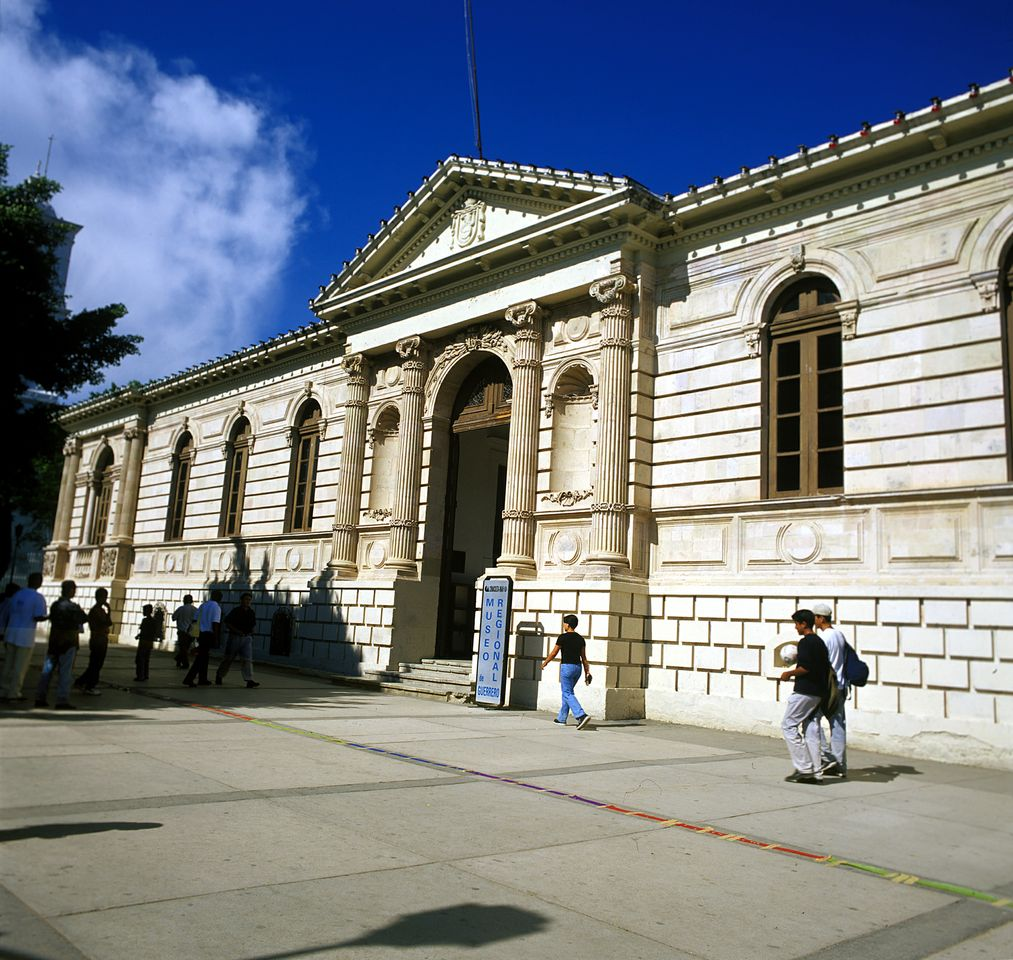
Museo Regional.

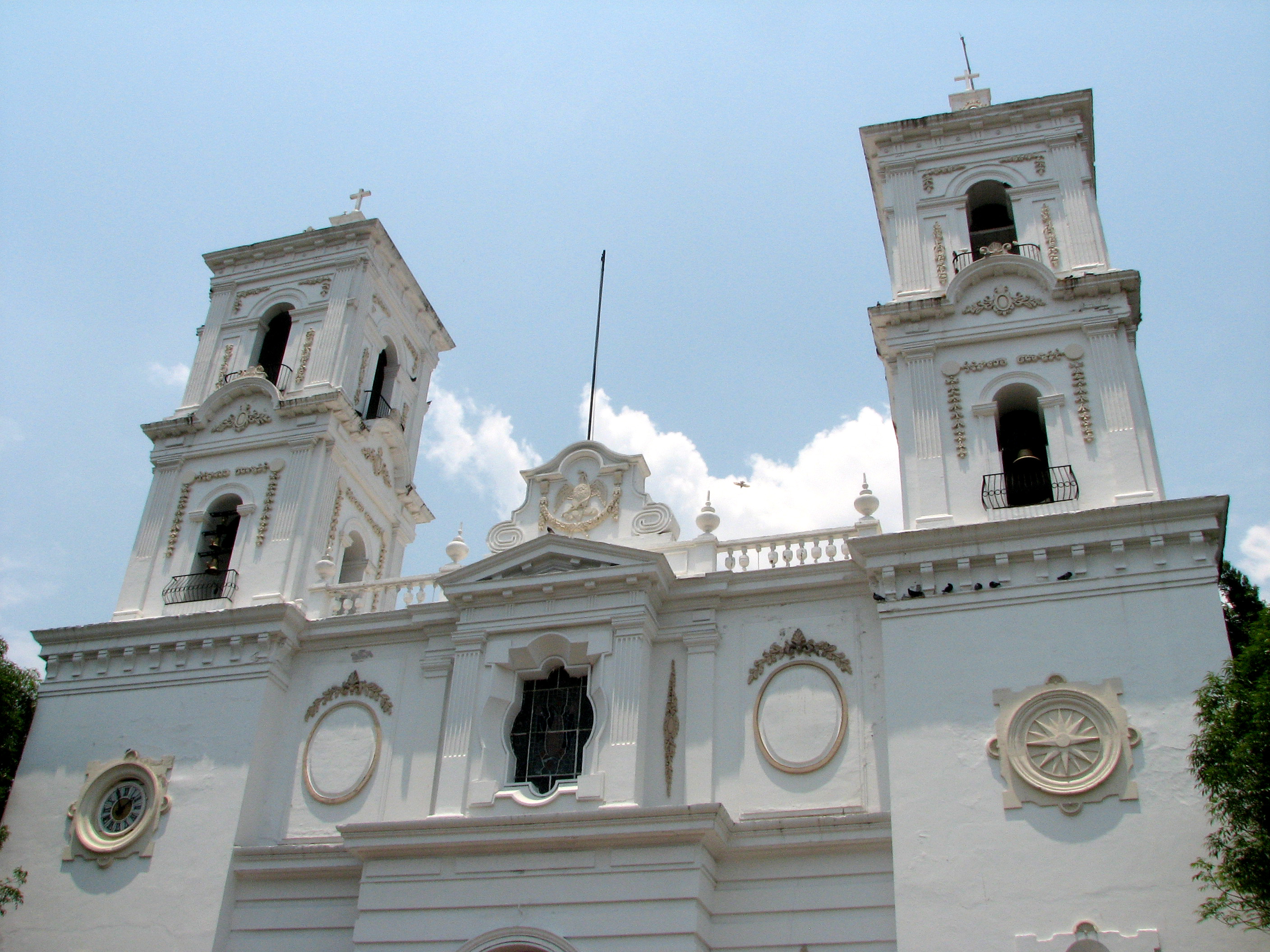
Catedral de Chilpancingo.

Alrededor de la plaza se encuentran algunos de los monumentos más representativos de la ciudad.
- Museo Regional de Guerrero, es un edificio construido en el año de 1902, durante el gobierno del presidente Porfirio Díaz. Fungió como Palacio de Gobierno del Estado de Guerrero hasta 1972; Palacio Municipal, hasta 1985 y en 1986 fue declarado Monumento Histórico, un año después se inauguró en sus instalaciones el Museo Regional de Guerrero, que continúa en funciones.[2]

- Palacio de la Cultura, edificio construido para albergar las oficinas del Gobierno de Estado, entre 2004 y 2005 el entonces gobernador del estado René Juárez Cisneros, cambió las oficinas del gobierno estatal y determinó que el edificio se destinará a ser Palacio de  la Cultura. En 2005 se determinó readecuar el Palacio habilitándolo con cinco galerías en la primera planta. Estas galerías se destinaron a exponer a pintores que comienzan, otra, para quiénes han destacado a nivel estatal y otra a nivel nacional, así como una dedicada a exposiciones infantiles.[3]

- Catedral de Chilpancingo, es el templo principal de la ciudad, está consagrada a la virgen María en su advocación de Santa María de la Asunción. Su construcción se ubica a finales del siglo XVIII y comienzos del siglo XIX. Construido al estilo neoclásico, consta de una sola nave. La portada principal, de dos cuerpos y remate, de forma tablereada.[4]

### Edificios de gobierno
- Edificio del Ayuntamiento, es el complejo en donde reside el ayuntamiento de Chilpancingo, consta de oficinas administrativas y su acceso se encuentra en la plaza cívica.

- Tribunal Superior de Justicia de Guerrero, es el edificio que resguarda al poder judicial del estado, en la capital del mismo, se encuentra a un costado del jardín norte de la Plaza Cívica.